# Сосновоборское (сельское поселение, Удмуртия)
Сосновоборское — упразднённое муниципальное образование со статусом сельского поселения в Кезском районе Удмуртии Российской Федерации.
Административный центр — посёлок Кез.
Законом Удмуртской Республики от 26 апреля 2021 года № 29-РЗ к 9 мая 2021 года упразднено в связи с преобразованием муниципального района в муниципальный округ.

## История
Статус и границы сельского поселения установлены Законом Удмуртской Республики от 19 ноября 2004 года № 66-РЗ «Об установлении границ муниципальных образований и наделении соответствующим статусом муниципальных образований на территории Кезского района Удмуртской Республики».

## Население
| 2010 | 2012 | 2013 | 2014 | 2015 | 2016 | 2017 |
| ---- | ---- | ---- | ---- | ---- | ---- | ---- |
| 917  | ↘887 | ↘857 | ↗879 | ↘865 | ↘855 | ↘826 |
| 2018 | 2019 | 2020 |      |      |      |      |
| ↘789 | ↘755 | ↘727 |      |      |      |      |

## Состав сельского поселения
| №  | Населённый пункт | Тип населённого пункта | Население |
| -- | ---------------- | ---------------------- | --------- |
| 1  | Адямигурт        | деревня                | ↘54       |
| 2  | Ванялуд          | деревня                | →8        |
| 3  | Жернопи          | деревня                | →0        |
| 4  | Кездур           | деревня                | ↗129      |
| 5  | Липовка          | деревня                | ↘115      |
| 6  | Малое Медло      | деревня                | ↘44       |
| 7  | Надежда          | деревня                | ↘9        |
| 8  | Пикша            | деревня                | ↘40       |
| 9  | Сосновый Бор     | деревня                | ↘134      |
| 10 | Стеньгурт        | деревня                | ↘112      |
| 11 | Сыга I           | деревня                | ↗28       |
| 12 | Сыга II          | деревня                | ↘117      |
| 13 | Сыга III         | деревня                | ↘66       |
| 14 | Чекшур           | деревня                | ↘31       |